# Harald Lorscheider
Harald Lorscheider (* 8. Dezember 1939 in Salzwedel; † 28. Oktober 2005 in Cottbus) war ein deutscher Komponist zeitgenössischer Musik.
Lorscheider begann 1954 an der Musikhochschule Franz Liszt in Weimar ein Studium der Musik, das er 1961 mit Diplom und Staatsexamen abschloss. Bis 1984 spielte Lorscheider als Solopauker in Orchestern in Meiningen und Cottbus, anschließend begann er eine zweijährige Lehrtätigkeit am Cottbuser Konservatorium.
Ab 1986 konzentrierte sich Lorscheider freischaffend auf sein kompositorisches Wirken. Zwischen 1992 und 1993 übernahm er die Kapellmeisterstelle an der Neuen Bühne in Senftenberg und anschließend die Leitung der Musikschule Guben. Vom Jahre 2000 bis zu seinem Tode wirkte Lorscheider wieder freischaffend.
Der Komponist war seit der Gründung des Landesverbandes Brandenburg im Deutschen Komponistenverband am 26. Februar 2000 dessen Vorsitzender. Er war Mitglied des Brandenburgischen Vereins Neue Musik und des Sorbischen Künstlerbundes. Lorscheider gehörte dem Präsidium des Landesmusikrates Brandenburg an.
In seinen Werken verarbeitete er vorwiegend Melodien der sorbischen Volksmusik. Zu seinen Kompositionen gehören die Sorbische Suite, Variationen über ein amerikanisches Spiritual, Hommage à Chopin, Die Bremer Stadtmusikanten  und das Bauernkriegsrezital.